# Robovac
Robovac (alb. Liqeni i Rubocit, srp. Jезеро Robovac) je vrlo malo jezero na Kosovu. Jezero Robovac u potpunosti je okruženo planinama Goljak. To je najmanje jezero na istočnom dijelu Kosova.